# 푸앵카레 부등식
수학에서 푸엥카레 부등식은 프랑스 수학자 앙리 푸앵카레의 이름을 딴 소볼레프 공간 이론이다. 부등식을 통해 함수의 도함수에 대한 유계와 정의역의 기하학을 사용하여 함수에 대한 유계를 얻을 수 있다. 이러한 유계는 변수 미적분의 직접적인 방법 에서 매우 중요하다. 매우 밀접하게 관련된 것은 프리드리히 부등식이다.

## 명제

### 고전적 푸앵카레 부등식
1 ≤ p < ∞ 인 p, 그리고 Ω은 적어도 한 방향으로 유계되는 하위 집합으로 하자. 그런 다음 Ω, p 에만 종속하는 상수 C가 존재하므로, 소볼레프 공간 W01,p(Ω)의 모든 함수 u 에 대한 제로 트레이스(a.k.a 경계에서 0) 함수는 다음과 같다.
{\displaystyle \|u\|_{L^{p}(\Omega )}\leq C\|\nabla u\|_{L^{p}(\Omega )}.}

### 푸앵카레-비르팅거 부등식
1 ≤ p ≤ ∞ 인 p, 그리고 Ω를 립시츠 경계의 n 차원 유클리드 공간 ℝ n 의 유계적이고 연결된 열린 부분 집합이라 하자(즉, Ω는 립시츠 영역). 그런 다음 소볼레프 공간 W1,p(Ω) 의 모든 함수 u 에 대해 Ω그리고 p 에만 종속되는 상수 C 가 존재한다.{\displaystyle \|u-u_{\Omega }\|_{L^{p}(\Omega )}\leq C\|\nabla u\|_{L^{p}(\Omega )},}여기서{\displaystyle u_{\Omega }={\frac {1}{|\Omega |}}\int _{\Omega }u(y)\,\mathrm {d} y}는 |Ω|과 함께 Ω에 대한 u 의 평균값이고, 정의역 Ω의 르베그 측도를 나타낸다. Ω이 공일 때 위의 부등식을 a (p,p) 푸엥카레 부등식이라고 한다; 보다 일반적인 정의역 Ω의 경우, 위의 식은 소볼레프 부등식으로 더 잘 알려져 있다.
평균값을 빼야 할 필요성은 도함수가 0인 상수 함수를 고려하면 알 수 있지만, 평균을 빼지 않고, 원하는 만큼 함수의 적분을 할 수 있다. 우린 상수함수를 다룰 때 평균값을 빼는 대신, 다른 상황이 있다. 예로 들어, 트레이스 제로를 만족하는, 또는 정의역의 부분집합에서 평균값을 빼는 것과 같은 상황이 있다. 푸엥카레 부등식의 상수 C는 상황에 따라 다를 수 있다. 또한, 함수에 상수 값을 더하면 함수의 적분값을 증가시킬 수 있지만, 도함수의 적분은 동일하게 유지된다고 말하는 것과 같기 때문에 문제는 상수 함수만이 아니다. 따라서 단순히 상수 함수를 제외하는 것으로는 문제가 해결되지는 않는다.

### 일반화
측도 공간의 맥락에서 푸앵카레 부등식의 정의는 약간 다르다. 한 가지 정의는 다음과 같다. 측도 공간은 일부에 대해 {\displaystyle 1\leq q,p<\infty }이고 상수 C 가 있고 λ ≥ 1 이면 공간의 각 공 B에 대해{\displaystyle \mu (B)^{-{\frac {1}{q}}}\left\|u-u_{B}\right\|_{L^{q}(B)}\leq C\operatorname {rad} (B)\mu (B)^{-{\frac {1}{p}}}\|\nabla u\|_{L^{p}(\lambda B)}.}
(q,p)-푸앵카레 부등식을 만족한다. 여기 오른쪽에 확대된 공이 있다. 측도 공간의 맥락에서, {\displaystyle \|\nabla u\|} Heinonen 및 Koskela의 의미에서 u의 최소 p-weak 위쪽 기울기이다.
공간이 푸앵카레 부등식을 만족하는지 여부는 공간의 기하학 및 분석과 깊은 관련이 있음이 밝혀졌다. 예를 들어, Cheeger는 Poincaré 부등식을 만족하는 배가 공간이 미분의 개념을 허용한다는 것을 보여주었다. 이러한 공간에는 하위 리만 다양체 및 Laakso 공간이 포함된다.
다른 Sobolev 공간에 대한 Poincaré 부등식의 다른 일반화가 있다. 예를 들어, Sobolev 공간 H 1/2 ( T 2 ), 즉 푸리에 변환 û를 만족하는 단위 토러스 T 2 의 L 2 공간 에서 함수 u 의 공간을 고려하자.{\displaystyle [u]_{H^{1/2}(\mathbf {T} ^{2})}^{2}=\sum _{k\in \mathbf {Z} ^{2}}|k|\left|{\hat {u}}(k)\right|^{2}<+\infty .}이러한 맥락에서, Poincaré 부등식은 다음과 같이 말한다: 열린 집합 E ⊆ T2 에서 u가 동일하게 0인 모든 u ∈ H1/2(T2) 에 대해 다음과 같은 상수 C 가 존재한다.{\displaystyle \int _{\mathbf {T} ^{2}}|u(x)|^{2}\,\mathrm {d} x\leq C\left(1+{\frac {1}{\operatorname {cap} (E\times \{0\})}}\right)[u]_{H^{1/2}(\mathbf {T} ^{2})}^{2},}여기서 cap(E × {0}) ℝ3 의 부분 집합으로 생각할 때 E × {0 의 고조파 용량을 나타낸다.
또 다른 일반화는 르베그 척도가 가중 버전으로 대체되는 가중 푸앵카레 부등식을 포함한다.

## 푸앵카레 상수
Poincaré 부등식의 최적 상수 C는 때때로 도메인 Ω에 대한 Poincaré 상수 로 알려져 있다. Poincaré 상수를 결정하는 것은 일반적으로 p 값과 도메인 Ω의 기하학에 의존하는 매우 어려운 작업이다. 그러나 특정 특수 사례는 다루기 쉽다. 예를 들어, Ω이 직경이 d 인 경계 가 있는 볼록한 Lipschitz 도메인인 경우 Poincaré 상수는 p = 1 인 경우 최대 d /2이다. {\displaystyle d/\pi } p = 2,에 대해 이것은 직경만의 관점에서 Poincaré 상수에 대한 최상의 추정치이다. 부드러운 함수의 경우 이는 함수의 수준 집합에 대한 등주 부등식의 적용으로 이해할 수 있다. 한 차원에서 이것은 기능에 대한 Wirtinger의 부등식이다.
그러나 일부 특수한 경우 상수 C를 구체적으로 결정할 수 있다. 예를 들어, p 의 경우 = 2, 단위 이등변 직각 삼각형의 영역에서 C = 1/π( < d /π 여기서 {\displaystyle d={\sqrt {2}}} ).
또한 매끄럽고 제한된 도메인 Ω 의 경우 공간에서 라플라스 연산자에 대한 레일리 지수(Rayleigh quotient) {\displaystyle W_{0}^{1,2}(\Omega )} 는 (음의) 라플라시안의 최소 고유값 λ1 에 해당하는 고유함수에 의해 최소화되며, 다음과 같은 단순한 결과이다. {\displaystyle u\in W_{0}^{1,2}(\Omega )} ,{\displaystyle \|u\|_{L^{2}}^{2}\leq \lambda _{1}^{-1}\left\|\nabla u\right\|_{L^{2}}^{2}}또한 상수 λ1 이 최적이라는 것이다.

## 같이 보기
- 프리드리히의 부등식
- 콘의 부등식
- 스펙트럼 갭